# Tenggulunan (Candi)
Tenggulunan is een bestuurslaag in het regentschap Sidoarjo van de provincie Oost-Java, Indonesië. Tenggulunan telt 7785 inwoners (volkstelling 2010).